# Рогоз (Біхор)
Рогоз (рум. Rogoz) — село у повіті Біхор в Румунії. Входить до складу комуни Симбета.
Село розташоване на відстані 402 км на північний захід від Бухареста, 36 км на південний схід від Ораді, 108 км на захід від Клуж-Напоки, 135 км на північний схід від Тімішоари.

## Населення
За даними перепису населення 2002 року у селі проживали 362 особи.
Національний склад населення села:
| Національність | Кількість осіб | Відсоток |
| -------------- | -------------- | -------- |
| румуни         | 356            | 98,3%    |
| цигани         | 6              | 1,7%     |

Рідною мовою назвали:
| Мова      | Кількість осіб | Відсоток |
| --------- | -------------- | -------- |
| румунська | 356            | 98,3%    |
| циганська | 6              | 1,7%     |